# Hygrophila pogonocalyx
Hygrophila pogonocalyx är en akantusväxtart som beskrevs av Bunzo Hayata. Hygrophila pogonocalyx ingår i släktet Hygrophila och familjen akantusväxter. Inga underarter finns listade i Catalogue of Life.

## Bildgalleri

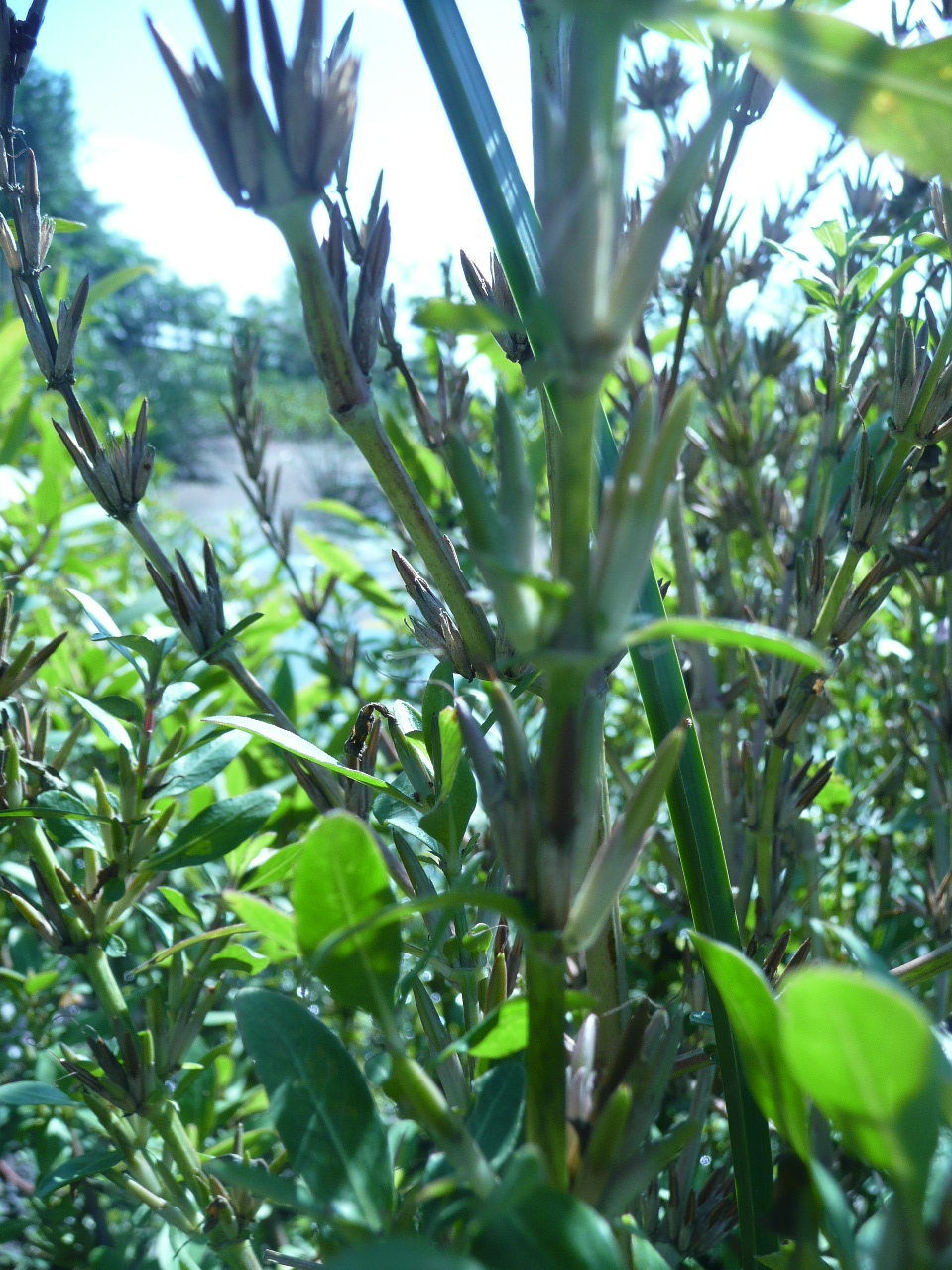
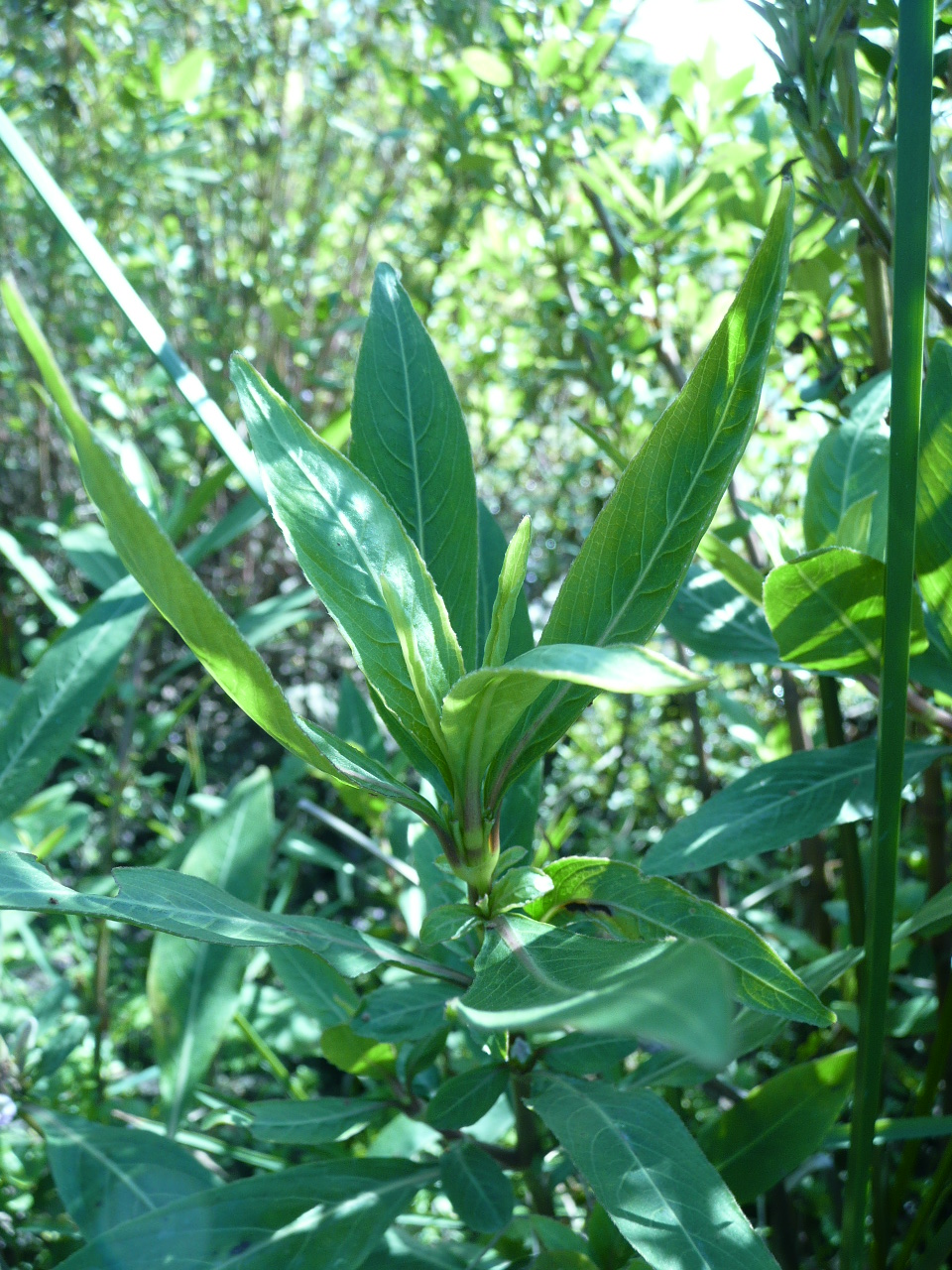
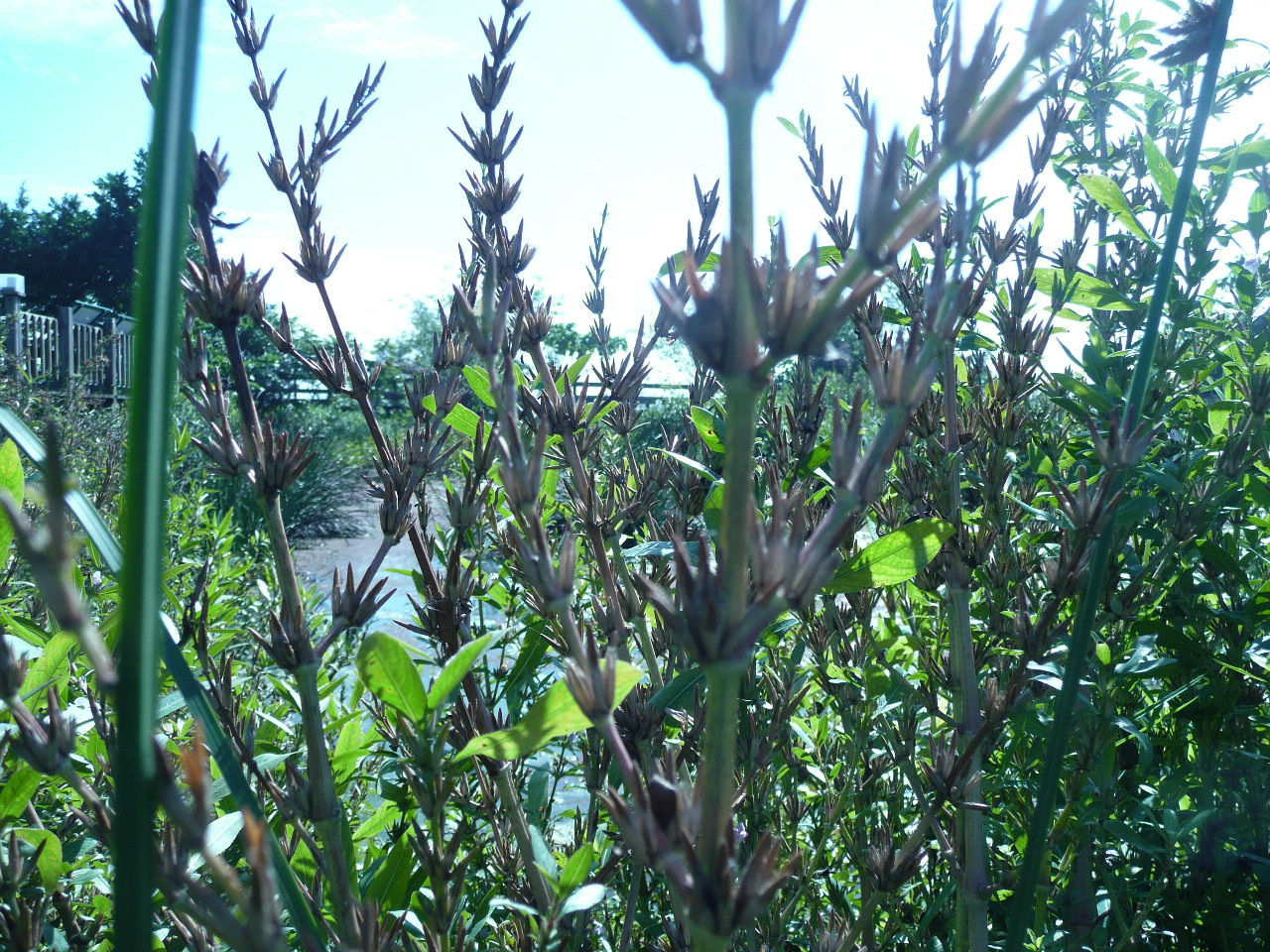
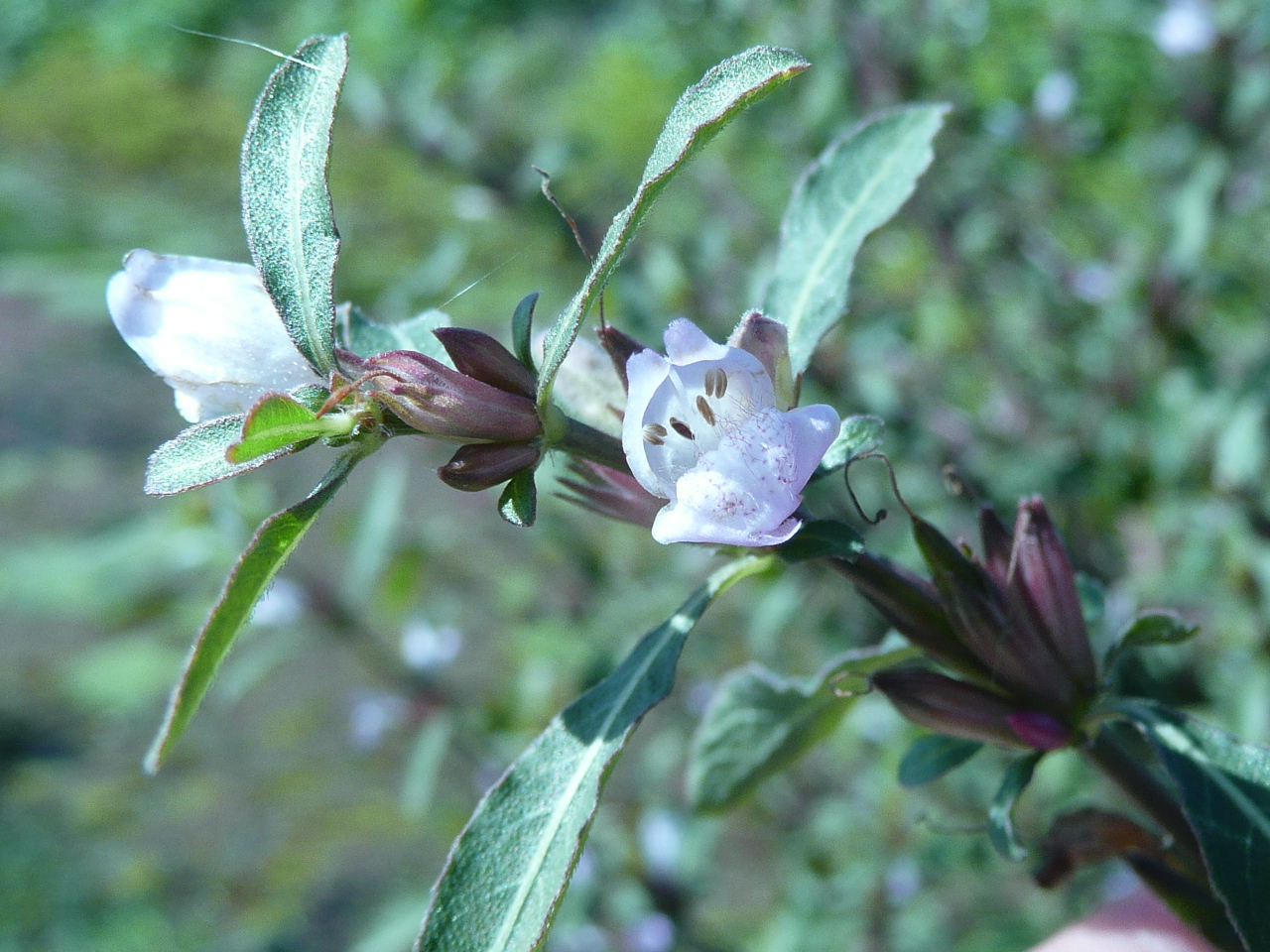